# ぼのぼの
『ぼのぼの』（BONOBONO）は、いがらしみきおによる日本の4コマ漫画作品と、その主人公のラッコの名前。また、その4コマ漫画を原作とするテレビアニメーション、アニメーション映画。タイトルの『ぼのぼの』は『ほのぼの』に濁点をつけたもの。

## 概要
不条理ギャグと哲学とほのぼのが融合した、独特の作風が特徴。2023年7月時点で第48巻まで発売されており、累計発行部数は2024年3月時点で950万部を超えている。『ぼのぼの』はかわいらしい動物のキャラクターとディスコミュニケーションによる哲学的な笑いなどの作風が人気を呼び、幅広い層のファン層を獲得。30年以上に渡る連載に加え、絵本やぬいぐるみ、アニメ化されるなど記録的な大ヒットとなった。2016年で連載30周年を迎えた。他に、このキャラクターによる絵本、ぼのぼの絵本「かわいそうのこと」「大きいのこと 小さいのこと」「メガネヤマネくんのこと」（いずれも絶版）、「クリスマスのこと」、20周年記念作品の「ツワイオのこと」がある。文庫版は、単行本30巻までを収録した全15巻が刊行されている（2003年から2014年まで刊行されなかったが、2015年発売の11巻より刊行再開）。ボックス仕様でも発売されている。また、コンビニコミックの廉価版総集編として「シマリスくん大活躍!!号」も刊行された。
竹書房の4コマ漫画雑誌『まんがライフ』（1986年6月号 - 2022年8月号）、『まんがくらぶ』（1986年9月号から2015年7月号、翌月号からスピンオフ作品『ぼのぼのs』『でぶぼの』、『いぬぼの』をもって2019年11月号に連載終了）の2誌で連載。2022年に『まんがライフ』から『まんがライフオリジナル』（2022年8月号 - ）に移籍し、連載されている。1988年に講談社漫画賞一般部門を受賞。1993年と2002年にはアニメ映画化、1995年 - 1996年にはテレビ東京系列でアニメ化された。また、竹書房の雑誌『にゃお』（1996年8月号 - 1996年11月号）では、テレビアニメ版のストーリーが、ますいそういち&グループタックの作画で漫画化された。単行本は未刊行。2012年末には、漫画（1 - 36巻）・絵本・詩画集・アニメ映画絵コンテ集のキャラクターの台詞の中から名言を選りすぐった『ぼのぼの名言集』（上・下巻）が刊行された。2014年5月末には、1 - 37巻までの漫画の中から癒されたい日、泣きたい日に読んで欲しい作品をそれぞれセレクトした『癒されたい日のぼのぼの』と『泣きたい日のぼのぼの』が刊行された。
主人公の“ぼのぼの”がラッコであるのに始まり、アライグマくんやシマリスくんなど、登場人物は全て動物である（例外としてゲーム「ぼのぐらし」、スピンオフ作品「ぼのチャ！ BONOBONO MEET UP CHAX」では人間も登場する。また、40巻では人間界の存在を示唆する台詞がある）。加えて脇役にはスナドリネコやクズリなど、知名度が低い動物を起用している。また、本作ではキャラクターの母親の登場頻度が低いという特徴がある。その理由について、いがらしはアライグマくんのお母さんの誕生の理由と関連付ける形で、「〔その〕影響がアライグマくんのお母さんを誕生させたのかもしれませんが。たぶん自分が男だからだとも思います。母親を出すと、大概男性よりも強いキャラになってしまうという傾向はあります。」と2021年の朝日新聞社の吉野太一郎とのインタビューの中で話している。また『ぼのちゃん ∼アライグマちゃんがいなくなった∼』のあとがきの中で、「みんな男親が育てています。これはなぜか。私がフェミニストだからではありません。いつの間にかこんな風になってしまったのです。困っているのは私です。（中略）動物の社会に「親子」という関係はあっても、「夫婦」という概念は人間社会ほど強くない。だから、動物なら夫婦一緒に住んでなくてもいいんじゃないか、と考えたフシがあります。」とも語っている。

また、漫画の最初にある文章、4コマまたは8コマごとの題名、ナレーション気味の語りなどが全て主人公のぼのぼの視点で書かれている。第1巻で『ぼのぼのの日記』と表現されている。
さらに、スピンオフ作品として「まんがくらぶ」2015年8月号から2017年3月号まで『ぼのぼのs』、同2017年4月号から2018年7月号『でぶぼの』、同2018年8月号から2019年11月号まで『いぬぼの』、「まんがライフオリジナル」2015年12月号より2020年3月号まで『ぼのちゃん』、同2020年4月号から2022年7月号まで『ぼのぼの人生相談』を連載していた。また公式サイト「ぼのねっと」では、過去に登場したゲストキャラ（非生物も含まれる）が主人公として1話4ページの形式で2話ずつバトンタッチで登場する漫画「アナザーサイド・オブぼのぼの アカカくんたち」が不定期で連載されていた。

## 漫画版のサブタイトル
- 単行本第11巻以降の収録分に記載されている。
- また、「見たいエピソードは何巻にあるのか」という疑問に答えるために、いがらしみきおが「ぼのねっと」で新たに第1 - 9巻にサブタイトルを加えた。

### まんがライフ
- 1986年6月号 - 1987年3月号「ニクキュウを見にいこうの巻」
- 1987年4 - 11月号「困ったぞの巻2」
- 1987年12月号 - 1988年1月号「シマリスくんのお遊びの巻」
- 1988年2 - 7月号「フェネックギツネくん登場の巻」
- 1988年8 - 11月号「うたうたいになりたいの巻」
- 1988年12月号 - 1989年11月号「カシラがやって来たの巻」
- 1989年12月号 - 1991年7月号「ボーズくん旅に出るの巻」
- 1991年8月号 - 1993年7月号「アライグマくんのおかあさんの巻」
- 1993年8月号 - 1994年4月号「フェネギーの退屈の巻」
- 1994年5 - 9月号「オトナの話の巻」
- 1994年10月号 - 1995年3月号「木に登ってみたいなぁの巻」
- 1995年4・5月号「プレーリードッグくんがいなくなったの巻」
- 1995年6・7月号「アナグマくんてヘン?の巻」
- 1995年8・9月号「大将の新しい生き方の巻」
- 1995年10・11月号「ダイねえちゃんのおつかいの巻」
- 1995年12月号 - 1996年1月号「キロキロムシの巻」
- 1996年2・3月号「ボーズくんが来たの巻」
- 1996年4・5月号「思い出せないけど知っているの巻」
- 1996年6・7月号「石の木の大きな石の巻」
- 1996年8 - 10月号「おとうさん旅に出るの巻」
- 1996年11・12月号「アライグマくんはまた何か決めたの巻」
- 1997年1・2月号「夢ってへんだなぁの巻」
- 1997年3・4月号「シマリスくんのユーウツの巻」
- 1997年5・6月号「こわい考えの巻」
- 1997年7・8月号「おねいちゃんは許せねいの巻」
- 1997年9・10月号「フェネックギツネくんが不良になったの巻」
- 1997年11・12月号「ボクの景色の巻」
- 1998年1・2月号「ああライバルが欲しいの巻」
- 1998年3・4月号「落し物は捨てたもの?の巻」
- 1998年5・6月号「一番イヤなことの巻」
- 1998年7・8月号「おねいちゃんが来たの巻」
- 1998年9・10月号「どーんと音がしての巻」
- 1998年11・12月号「歯がいたいの巻」
- 1999年1・2月号「太ってるのはなぜきらい?の巻」
- 1999年3・4月号「アライグマくんのふしぎな食べ物の巻」
- 1999年5・6月号「旅人さんがやって来たの巻」
- 1999年7・8月号「父親はたいへんだの巻」
- 1999年9・10月号「広がる草原の巻」
- 1999年11・12月号「ウマちゃんの巻」
- 2000年1・2月号「誰かが話しての巻」
- 2000年3・4月号「おとうさんのなつかしいともだちの巻」
- 2000年5 - 8月号「ボクのお留守番の巻」
- 2000年9 - 12月号「道を歩いて行こうの巻」
- 2001年1 - 4月号「たいへんなことが起きる日の巻」
- 2001年5 - 8月号「ミンナ虫のことの巻」
- 2001年9月号 - 2002年2月号「何か考えているかわかる?の巻」
- 2002年3 - 6月号「シマリスくんタネをまくの巻」
- 2002年7 - 10月号「フェネックギツネくんの引っ越しの巻」
- 2002年11月号 - 2003年2月号「おねえさんに子供が生まれるの巻」
- 2003年3 - 6月号「アライグマくんの新しい遊びの巻」
- 2003年7 - 10月号「魚の謎の巻」
- 2003年11月号 - 2004年2月号「シマリスくんの帰郷の巻」
- 2004年3 - 6月号「空とぶ丸いものの謎の巻」
- 2004年7 - 10月号「ごはん食べるのはめんどくさいの巻」
- 2004年11月号 - 2005年2月号「土の中ってどんな感じ?の巻」
- 2005年3 - 6月号「なにかなくなってるの巻」
- 2005年7 - 10月号「花鳥風月はおもしろいの巻」
- 2005年11月号 - 2006年2月号「アライグマくん修行の旅の巻」
- 2006年3 - 6月号「ショーねえちゃんを探せの巻」
- 2006年7 - 10月号「さようなら長老さまの巻」
- 2006年11月号 - 2007年2月号「ユーレイが出たぞの巻」
- 2007年3 - 6月号「走るひとの巻」
- 2007年7 - 10月号「帰ってきたアライグマくんの巻」
- 2007年11月号 - 2008年2月号「シマリスおじさんの巻」
- 2008年3 - 6月号「言葉がひらめいたの巻」
- 2008年7 - 10月号「クズリくんが立ったの巻」
- 2008年11月号 - 2009年2月号「なんでも古くなるの巻」
- 2009年3 - 6月号「もののあわれなりの巻」
- 2009年7 - 10月号「スナドリネコさんは歩くの巻」
- 2009年11月号 - 2010年2月号「シマリスくんのクノ一の巻」
- 2010年3 - 6月号「かわいいのことの巻」
- 2010年7 - 10月号「大将とスナドリネコさんの巻」
- 2010年11月号 - 2011年2月号「ひろったタマゴの巻」
- 2011年3 - 6月号「変わって行くものの巻」
- 2011年7月号 - 2012年2月号「クモモの木が枯れてしまうの巻」
- 2012年3 - 6月号「シマリスくんのすごい発明の巻」
- 2012年7 - 10月号「おじさんの楽しい日々の巻」
- 2012年11月号 - 2014年2月号「おかあさんのことの巻」
- 2014年3 - 10月号「しまっちゃうおじさんて誰だろうの巻」
- 2014年11月号 - 2015年2月号「どこかにかくれている魔法のものの巻」
- 2015年3 - 6月号「プレーリードッグくんはなぜ幸せそうなんだろうの巻」
- 2015年7 - 10月号「おかあさんの形見の巻」
- 2015年11月号 - 2016年2月号「流れて来るものの巻」

2016年3 - 4月号はまんがくらぶ連載の『ぼのぼのs』出張掲載のため、本編は休止していた。
- 2016年5 - 8月号「ミミズはなぜ死ぬのだろうの巻」

以降も継続中。

### 天才くらぶ・まんがくらぶ
- 1986年9月号 - 1987年1月号「しあわせのプレーリードックちゃんの巻」
- 1987年2・3月号「困ったぞの巻1」
- 1987年4 - 11月号「魚をつかまえたいなぁの巻」
- 1987年12月号 - 1988年7月号「シマリスくんのカゾクの巻」
- 1988年8月号 - 1989年7月号「キングオブラッコの巻」
- 1989年8月号 - 1990年6月号「アライグマくんの家探しの巻」
- 1990年7月号 - 1992年2月号「カシラがまたやって来たの巻」
- 1992年3月号 - 1994年4月号「ふしぎな石を探そうの巻」
- 1994年5月号 - 1995年4月号「おとうさんのイボ勝負の巻」
- 1995年5・6月号「スナドリネコさんのお遊びの巻」
- 1995年7・8月号「シマリスくんの新しい友だちの巻」
- 1995年9・10月号「海はボクの一番の遊び場の巻」
- 1995年11・12月号「アライグマくんの退屈撃退法の巻」
- 1996年1・2月号「シマリスくんの犯人さがしの巻」
- 1996年3・4月号「ボクが昔持っていたものの巻」
- 1996年5・6月号「アライグマくんの決心の巻」
- 1996年7・8月号「大きい雲の巻」
- 1996年9・10月号「あぁ夏だなぁの巻」
- 1996年11・12月号「シマリスくんは何がかけるのが好きの巻」
- 1997年1・2月号「崖が崩れたの巻」
- 1997年3・4月号「趣味ってなんだろうの巻」
- 1997年5・6月号「ボクは歩くのが好きだの巻」
- 1997年7・8月号「誰かにバッタリの巻」
- 1997年9・10月号「アライグマくんの恋の巻」
- 1997年11・12月号「誰かが見ているの巻」
- 1998年1・2月号「ポツポツと穴があくの巻」
- 1998年3・4月号「スナドリネコさんの楽しみの巻」
- 1998年5・6月号「シャチさんの島の巻」
- 1998年7・8月号「カゼひいたの巻」
- 1998年9・10月号「新しい遊びを考えようの巻」
- 1998年11・12月号「冬が来るの巻」
- 1999年1 - 6月号「シマリスくんのおにいさんの巻」
- 1999年7 - 10月号「スナドリネコさんがいなくなったの巻」
- 1999年11月号 - 2000年2月号「シマリスくんのお姉さんの結婚の巻」
- 2000年3・4月号「なんか最近楽しくないよの巻」
- 2000年5・6月号「プレーリードッグくんの春の巻」
- 2000年7 - 10月号「トシをとるのは悪いこと?の巻」
- 2000年11月号 - 2001年2月号「ボクとそっくりな子に会ってみたいの巻」
- 2001年3 - 9月号「大将が山から降りてきたの巻」
- 2001年10 - 11月号「コウモリのことの巻」
- 2001年12月号 - 2002年3月号「岩山に住んでいた子の巻」
- 2002年4 - 7月号「物がどんどん増えてゆくの巻」
- 2002年8 - 11月号「理由はないけどさみしくなるの巻」
- 2002年12月号 - 2003年3月号「年をとるのは平気じゃないの巻」
- 2003年4 - 7月号「お腹がいたいの巻」
- 2003年8 - 11月号「アライグマくんがケンカで負けたの巻」
- 2003年12月号 - 2004年3月号「ボクの島の巻」
- 2004年4 - 7月号「シマリスくんの新しいともだちの巻」
- 2004年8 - 11月号「川はいいよの巻」
- 2004年12月号 - 2005年3月号「アライグマくんのヒマつぶしの巻」
- 2005年4 - 7月号「シマリスくんの夢の巻」
- 2005年8 - 11月号「地震がくるぞの巻」
- 2005年12月号 - 2006年3月号「地平線はふしぎの巻」
- 2006年4 - 7月号「お料理してみようの巻」
- 2006年8 - 11月号「耳カキはいいなぁの巻」
- 2006年12月号 - 2007年3月号「ハゲてきたよの巻」
- 2007年4 - 7月号「スナドリネコさんのともだちの巻」
- 2007年8 - 11月号「アナグマくんのことの巻」
- 2007年12月号 - 2008年3月号「恐怖の伝染病の巻」
- 2008年4月号 - 2009年7月号「オリちゃんのことの巻」
- 2009年8 - 11月号「お父さんが変わってしまったの巻」
- 2009年12月号 - 2010年3月号「おいしいものが大好きだの巻」
- 2010年4 - 11月号「ボクの初恋の巻」
- 2010年12月号 - 2011年3月号「できたことができなくなる時の巻」
- 2011年4 - 7月号「シマリスくんさびしくない?の巻」
- 2011年8 - 11月号「家族ってなんだろうの巻」
- 2011年12月号 - 2012年3月号「アライグマくんのふしぎな遊びの巻」
- 2012年4 - 7月号「海とはなんだろうの巻」
- 2012年8 - 11月号「いろんなことを忘れてしまうよの巻」
- 2012年12月号 - 2013年3月号「生まれて来る者の巻」
- 2013年4 - 7月号「春を見に行こうの巻」
- 2013年8 - 11月号「山の音の巻」
- 2013年12月号 - 2014年3月号「コリスちゃんが生まれたよの巻」
- 2014年4 - 11月号「スナドリネコさんはどこから来たのの巻」
- 2014年12月号 - 2015年3月号「アライグマくんのおかあさんが帰って来たの巻」
- 2015年4月号 - 7月号「まぼろしの景色の巻」

2015年7月号をもって本編の連載を一旦終了し、同年8月号から2019年11月号までスピンオフ作品が連載されていた（2017年3月号まで『ぼのぼのs』、2017年4月号から2018年7月号まで『でぶぼの』、2018年8月号から2019年11月号まで『いぬぼの』）。

## 登場人物
ぼのぼの
本作の主人公。ラッコの男の子。のんびりとした性格でいつもボーッとしている。少々ズレた感覚の持ち主で、ちょっとのことでは驚かない。
シマリスくん
ぼのぼのの友達で大の仲良し。いつもアライグマくんにいじめられている。
アライグマくん
ぼのぼのの友達。乱暴で喧嘩っ早いが、優しい部分もある。
クズリくん
ぼのぼのの知り合い。いつも四つん這いになって糞をしている。
スナドリネコさん
物知りで本作に登場する人物の中では唯一の常識人。ぼのぼのの知恵袋的存在。
ぼのぼののお父さん
ぼのぼのの父親。息子以上にのんびり屋で、喋り方もスロー。
ショーねえちゃん
シマリスくんの姉。強気でアライグマくんでも構わず喧嘩を売る。
アライグマくんのお父さん
アライグマくんの父親。アライグマくんが唯一頭が上がらない存在。この世のものをすべて嫌っている。
しまっちゃうおじさん
悪いことをした子供を「しまっちゃう」という恐ろしい存在だが、実はぼのぼのの妄想の存在で実在しない。

## 関連書籍
出版社の記載がないものに関しては、竹書房から刊行。

### 総集編
- ぼのぼの（全15巻、竹書房文庫） - 2巻分の内容を1冊にまとめ、文庫本サイズにしたもの。2002年から2016年にかけて刊行。
- ぼのぼの シマリスくん大活躍!!号（2003年、ISBN 4-8124-5784-X） - シマリスくんが活躍するエピソードだけを、ペーパーバックのコンビニコミックにまとめたもの。
- 泣きたい日のぼのぼの（2014年5月30日[7]、ISBN 978-4-8124-8944-4） - 泣きたい日に読みたいエピソードをまとめたもの。書下ろしエピソード付き。
- 癒されたい日のぼのぼの（2014年5月30日[8]、ISBN 978-4-8124-8945-1） - 癒されたい日に読みたいエピソードをまとめたもの。書下ろしエピソード付き。
- まるごと1冊ぼのぼのスペシャル（2015年、ISBN 978-4-8019-0374-6） - かわいいエピソードだけを、ペーパーバックのコンビニコミックにまとめたもの。6話収録。
- ぼのコレ - かわいいエピソードだけをまとめたもの。各巻、6話収録。
  - ぼのコレ(1) （2015年6月27日[9]、ISBN 978-4-8019-5291-1）
  - ぼのコレ(2) （2015年7月27日[10]、ISBN 978-4-8019-5309-3）
  - ぼのコレ(3) （2015年8月27日[11]、ISBN 978-4-8019-5334-5）

### スピンオフ作品
- ぼのぼのえほん
  1. かわいそうのこと（1987年12月1日発売[12]、ISBN 4-88475-027-6）
  2. 大きいのこと 小さいのこと（1988年6月1日発売[13]、ISBN 4-88475-033-0）
  3. メガネヤマネくんのこと（1989年5月1日発売[14]、ISBN 4-88475-041-1）
  4. クリスマスのこと（1998年11月7日発売[15]、ISBN 4-8124-0421-5）
  5. ツワイオのこと（2006年7月7日発売[16]、ISBN 4-8124-2761-4）
  6. しまっちゃうおじさんのこと（2014年4月30日発売[17]、ISBN 978-4-8124-9989-4）
  7. ボクたちの森のこと（2023年4月1日発売[18][19]、ISBN 978-4-8019-3492-4）
- ぼのぼのs（全2巻） - 現代的な発想や、いがらしの持ち味であるナンセンス要素を多めに取り入れた作風が特徴。コマ割りは4コマではなく、またパラパラ漫画もない。『まんがくらぶ』2015年8月号 - 2017年3月号連載。
  1. 2016年3月26日[20]、ISBN 978-4-8019-5481-6
  2. 恋するぼのぼの（2017年3月27日[21]、ISBN 978-4-8019-5789-3） - ぼのぼのの初恋を描く。
- ぼのちゃん（全8巻） - ぼのぼのたちが赤ちゃんだった頃の話。フルカラー、1ページ4コマで構成されている。ぼのぼの連載30周年記念作品。『まんがライフオリジナル』2015年12月号 - 2020年3月号連載。
  1. 2016年4月21日[22]、ISBN 978-4-8019-0700-3
  2. 2016年11月28日[23]、ISBN 978-4-8019-0911-3
  3. 2017年5月29日[24]、ISBN 978-4-8019-1094-2
  4. ぼのちゃんと迷子の赤ちゃんペンギン（2017年10月28日[25]、ISBN 978-4-8019-1258-8）
  5. ぼのちゃんとやさしいラッコさん（2018年7月27日[26]、ISBN 978-4-8019-1545-9）
  6. ぼのちゃん〜アライグマちゃんがいなくなった〜（2019年2月27日[27]、ISBN 978-4-8019-1782-8）
  7. ぼのちゃん〜ボクに兄弟ができたよ〜（2019年10月17日[28]、ISBN 978-4-8019-2033-0）
  8. ぼのちゃんとしまっちゃうおじさん（2020年4月27日[29]、ISBN 978-4-8019-2256-3）
- ぼのチャ! BONOBONO MEET UP CHAX（2016年11月28日、ISBN 978-4-8019-0912-0） - ゲームセンター向け景品「ぼのぼの meet up チャッX」のコミカライズ。作画：マイトウ、キャラクターデザイン：森チャック。『まんがライフMOMO』2015年8月号 - 2016年7月号連載。
- でぶぼの（全1巻） - ぼのぼのたちがみんな太っている世界を描いた作品。『まんがくらぶ』2017年4月号 - 2018年7月号連載。
  - 2018年8月27日[30]、ISBN 978-4-8019-6363-4
- いぬぼの（全1巻） - ぼのぼのたちがみんな犬になった世界を描いた作品。『まんがくらぶ』2018年8月号 - 2019年11月号連載。
  - 2019年11月1日[31]、ISBN 978-4-8019-6789-2
- ぼのぼの人生相談（全3巻） - 読者の悩み相談にぼのぼのたちが答える内容の作品[32]。
  1. ぼのぼの人生相談 みんな同じなのでぃす（2015年1月29日[33]、ISBN 978-4-8019-0155-1） - 文章による対談形式。
  2. ぼのぼの人生相談 ひととくらべちゃダメなのさ（2021年9月27日[32][34]、ISBN 978-4-8019-2801-5） - 漫画形式。『まんがライフオリジナル』2020年4月号[35] - 2022年7月号連載[6]。
  3. ぼのぼの人生相談 自分をしまっちゃうのをやめないとさ（2022年12月15日[36]、ISBN 978-4-8019-3376-7） - 漫画形式。

### コミカライズ
アニメのコミカライズ。
- ぼのぼのアニメ絵本（1993年、ISBN 4-8847-5255-4） - 映画第1作目をテレビ絵本にしたもの。
- ぼのぼのフィルムコミックストーリー - 映画第1作目のフィルムコミック。
  - ぼのぼのフィルムコミックストーリー(1) （1993年、ISBN 4-8847-5683-5）
  - ぼのぼのフィルムコミックストーリー(2) （1993年、ISBN 4-8847-5684-3）
  - ぼのぼのフィルムコミックストーリー(3) （1993年、ISBN 4-8847-5685-1）
  - ぼのぼのフィルムコミックストーリー(4) （1993年、ISBN 4-8847-5686-X）
- ぼのぼの（1996年、単行本未刊行） - テレビアニメ第1作のコミカライズ。作画はますいそういち＆グループタック。『にゃお』1996年8月号 - 11月号掲載。

### 画集
- ぼのぼの絵コンテ集（1993年、ISBN 4-8847-5254-6） - 映画1作目の絵コンテ集。
- ぼのぼの詩画集 みんな思い出なのだろう（1993年、ISBN 4-8847-5253-8） - 1989年から1993年までの「ぼのぼのカレンダー」のイラストをまとめた画集。

### その他
- ぼのぼの オフィシャル・ガイドブック(1993年）- 映画1作目のファンブック。
- ぼのぼの名言集 - 絵本・詩画集・アニメ映画絵コンテ集のキャラクターの台詞の中から選ばれた名言集。
  - ぼのぼの名言集（上）今日は風となかよくしてみよう（2012年12月24日[37]、ISBN 978-4-8124-9302-1）
  - ぼのぼの名言集（下）理由はないけどすごくさびしくなる時がある（2012年12月24日[38]、ISBN 978-4-8124-9303-8）

## 映画「ぼのぼの」
1993年11月13日公開。原作者が監督・脚本・絵コンテ・声優まで務めるという、漫画のアニメ化としては非常に珍しい形で制作された。また、アニメーション監督にはのちに『クレヨンしんちゃん』に携わる武藤裕治が務めた。
物語は、ぼのぼのたちの住む森にジャコウウシが到来することを主題としており、漫画のほのぼのとした雰囲気を出しつつも、内容的にはむしろシリアスな作りになっている。
キャッチフレーズは「いろいろカワイイ、いろいろヘンだ!」「楽しいのって、どうして終わってしまうんだろう。」。なお後者は、のちに制作されたテレビアニメ第1作目の最終話「毎日が楽しかったら?」のストーリーのテーマとしても使われている。

### スタッフ
- 企画 - 高橋一平、宮下昌幸、鵜之沢伸、田代敦巳、鶴田尚正
- アニメーション監督 - 武藤裕治
- 演出協力 - こはなわためお、クマガイコウキ
- 音楽 - ゴンチチ
- キャラクターデザイン・作画監督 - 山田みちしろ
- 美術監督 - 井置敦
- 色彩設計 - 塚原良江
- 撮影監督 - 枝光弘明
- 編集 - 古川雅士
- 録音 - 林昌平
- 効果 - 小林慎二
- 監督・脚本・絵コンテ - いがらしみきお
- 音響監督・プロデューサー - 田代敦巳
- アニメーション制作 - グループ・タック
- 配給 - ギャガ・コミュニケーションズ
- 主題歌 - 「初恋」
  - 作詞：朝水彼方 作曲・歌：大沢誉志幸
- 挿入歌 - 「なんかよくわかんないいい気分」（フェネックギツネくんが歌う設定）
  - 作詞：田中加奈子 作曲：藤田興宣 歌：GARLAND

### 声の出演
- ぼのぼの - 藤田淑子
- シマリスくん - 馬場澄江
- アライグマくん - 屋良有作
- アライグマくんのお父さん - 大塚周夫
- クズリくんのお父さん - 熊倉一雄
- クズリくん - 雨蘭咲木子
- ヒグマさん - 佐々木優子
- コヒグマくん - 熊谷真弓
- ぼのぼののお父さん - いがらしみきお
- ショーねえちゃん - 田中真弓
- ダイねえちゃん - 佐々木真奈美
- ヒグマの大将 - 玄田哲章
- スナドリネコさん - 大塚芳忠

 特別出演 
- シマリスくんのお父さん - 関口和之（サザンオールスターズ）
- シマリスくんのお母さん - 柴田由紀子
- フェネックギツネくん - 田中加奈子（同姓同名のマンガ家とは別人）
- フェネックギツネくんのお父さん - 藤田興宣

## 映画「ぼのぼの クモモの木のこと」
2002年8月10日公開。フルCG使用かつ、「ぼのぼので感動してもらう」というコンセプトで話題を集めた。CG技術により、キャラクターの毛の1本1本まで再現されている。音楽は前作の縁故でゴンチチが担当している。内容としては、脚本や監修を務めた作者の作風が色濃く出た作品であり、原作の理不尽なギャグは削られている一方、哲学面が大きく前面に押し出されている。主人公ぼのぼのの独り語りと、ゴンチチのBGMによるストーリー進行が、ぼのぼのとしては不思議な雰囲気を醸し出しているのが特徴。本来メインキャラクターであるシマリスくんとアライグマくんは、どちらかというとサブキャラクターの位置に収まっている。
登場人物の死など、シビアな展開も盛り込まれた。キャストは映画版1作目からもテレビアニメ版からも大幅に変更されており、唯一シマリスくん役の吉田古奈美だけがテレビアニメ版から続投となった。また、唯一ぼのぼののお父さんに台詞のない作品でもある。
なお公式サイト『ぼのねっと』は、もともとは本作の公式サイトであった。上映終了後に『ぼのぼのオフィシャルサイト』となったが、いがらしが手掛ける他の作品の情報も掲載するようになってきたことから、2005年7月7日から「ぼのぼのといがらしみきおの総合情報サイト」と銘打ち『ぼのねっと』としてリニューアルされた。

### スタッフ（クモモの木のこと）
- 監督 - クマガイコウキ
- 監修 - いがらしみきお
- プロデューサー - 伊藤明博
- 企画 - 辻井清、伊藤明博
- 脚本・絵コンテ - いがらしみきお、クマガイコウキ
- 音楽 - ゴンチチ
- 音響監督 - 鶴岡陽太
- 制作 - 高橋一平、牧村康正
- 配給 - アミューズ・ピクチャーズ

### 声の出演（クモモの木のこと）
- ぼのぼの - 上村祐翔
- シマリスくん - 吉田古奈美
- アライグマくん - 山口勝平
- ポポくん - 小桜エツ子
- ポポくんのお父さん - 菅原正志
- ポポくんのお母さん - 島本須美
- クズリくん - 道平陽子
- クズリくんのお父さん - 長島雄一
- スナドリネコさん - 森本レオ
- アライグマくんのお父さん - 立川談志

## テレビアニメ
本作は2回テレビアニメ化されている。

### 第1作
第1作目となる作品『ぼのぼの』は、1995年4月20日 - 1996年3月28日にテレビ東京系列『アニメ缶』（木曜19:00-19:30）枠内で『ビット・ザ・キューピッド』と共に30分の枠を分ける形で全48話が放送された。同作はアミューズとテレビ東京が制作し、アニメーション制作はグループ・タックが担った。
ぼのぼの役は渡辺久美子が、シマリスくん役は吉田古奈美が、そしてアライグマくん役は藤原啓治が演じた。
同作は、原作者であるいがらしみきおの意向により、純粋なギャグアニメーションとして製作されている。
また、一部キャラクターの設定が変更されており、たとえば、原作におけるしまっちゃうおじさんはぼのぼのの空想上の存在であると同時にぼのぼのの思考の暴走を防ぐ存在としても描かれており、彼の思考が成熟するにつれて出番が減っていった。一方、テレビアニメ第1作におけるしまっちゃうおじさんは、なまはげのようなおどろおどろしい存在として描かれており、視聴者に衝撃を与えた。

### 第2作
2016年4月2日には、2度目となるテレビアニメ化作品『ぼのぼの』がフジテレビ系列などで8分枠の短編アニメとして放送開始した。フジテレビとエイケンが制作した同作は、多少の改変やオリジナルエピソードの追加はあるものの、第1作目と比べるとほぼ原作を元にストーリーが構成されている。また、第81話や第274話のように、派生作品を原作としたシナリオも存在する。ぼのぼの役には、本作が声優デビュー作となる舞台俳優の雪深山福子が起用された。

## その他
- 1989年の映画『バカヤロー!2 幸せになりたい。』の第2話「こわいお客様がイヤだ」で、太田光が演じている接客しないコンビニ店員が本作品を読みふけっている。
- 2002年公開の韓国映画『復讐者に憐れみを』には、監督のパク・チャヌクが本作品の大ファンであるため、本作品へのオマージュが込められたワンシーンがある[46][47]。
- 2015年秋から2018年秋まで、日本自動車工業会の春季・秋季の「交通安全キャンペーン」にて、キャンペーンサイトや屋外大型ビジョンのCMに起用されていた[48][49][50][51][52][53][54]。
- 2015年から、竹書房では毎年4月もしくは5月に「ぼのフェス」と銘打った同社刊行のコミックス・電子書籍の販促キャンペーンが行われている。書店店頭ではぼのぼのと対象作品がコラボした書下ろしペーパーやコースター・ステッカーなどが購入特典としてプレゼントされ、電子書籍ストアでは対象書籍の大幅な値下げ販売が行われる[55][56][57]。

## ゲーム
- Talkingぼのぼの（いがらしみきお事務所、PC-9801用） - 作者の事務所が公式に出した同人ソフトである。ぼのぼのがAIで会話してくれる。いわゆる人工無脳。
- ぼのぐらし（アミューズ、1995年4月21日、3DO用）
- ぼのぐらし これで完璧でぃす（アミューズ、1996年6月7日、PlayStation用）
- ぼのぼの おえかきロジック（office move、2017年2月13日[58]、スマートフォンアプリ）
- ぼのぼの しまっちゃうおじさんの森 ～一筆書き脳トレゲーム～（ねこあぷり[59]、2017年3月1日[58]、スマートフォンアプリ）
- ぼのぼの 激ムズ!ぼのじゃんぷ!!（カジュつく制作委員会[60]、2017年3月10日[58]、スマートフォンアプリ）
- ぼのぼの 脱出すらいどパズル（ねこざんまい[61]、2017年9月2日[58]、スマートフォンアプリ）
- ぼのぼのころころ（オンザオレンジ、2017年9月19日[58]、スマートフォンアプリ）
- 脱出ゲーム-ぬいぐるみの塔新作 ぼのぼの編-（SEM&O、2017年12月11日[58]、スマートフォンアプリ）

### ぼのぐらし

#### 作品
- プレイヤーは人間（男女を選択）。突然森にやってきたという設定で、最初は森の誰からも不審がられて嫌われているが、様々な感情表現を見せていくことで相手に関心を持たせて、仲良くなっていくゲーム。個性を専門とする研究所が開発に携わっており、最終的にはプレイヤー自身の個性が段々と見えてくるという画期的なシステムを持つ。TVアニメ放送前後に開発されたものだが、BGMは1作目映画版のものとなっている。しかし著作権の表記に「テレビ東京」とある。ボイスキャストは映画1作目ともアニメ版とも違うものとなり、ぼのぼののキャストが男性となった初めての作品である。また、TVアニメ版で出演した声優は、本作でTVアニメ版で演じたキャラクターとは別のキャラクターを演じており、ぼのぼのを演じた渡辺久美子がアナグマくんとフェネギーくんを、シマリスくんのお父さんを演じていた茶風林が、ぼのぼののお父さん、オオサンショウウオさん、長老さまを、ダイねえちゃんを演じていたならはしみきがショーねえちゃんを演じておる。また、ヤマビーバーくん、ボーズくん、主人公・男を演じる山口勝平は後の「クモモの木のこと」でアライグマくんを演じている。唯一同じだったのは、TV版でスナドリネコを演じた小杉十郎太である。その他、TV版で出演した声優や、後の2作目に登場するキャストが参加している。エンドテロップはゲーム中断をした際に毎回流れる。

#### キャスト
- ぼのぼの、ビーバーさん（声：結城比呂）
- シマリスくん（声：岩坪理江）
- アライグマくん（声：千葉繁）
- スナドリネコさん（声：小杉十郎太）
- フェネックギツネくん、アナグマくん（声：渡辺久美子）
- ヤマビーバーくん、ボーズくん、主人公・男（声：山口勝平）
- ヒグマの大将（声：郷里大輔）
- ぼのぼののおとうさん、オオサンショウウオさん、長老さま（声：茶風林）
- アライグマくんのおとうさん、しまっちゃうおじさん（声：中嶋聡彦）
- ダイねえちゃん、アライグマくんのおかあさん（声：折笠愛）
- ショーねえちゃん、ヒグマさん（声：ならはしみき）
- シマリスくんのおとうさん、ナレーション（声：桜井敏治）
- コヒグマくん、主人公・女（声：三浦雅子）
- クズリくん、ボーズくんのおかあさん（声：津賀有子）
- フェネックギツネくんのおとうさん、クズリくんのおとうさん（声：龍田直樹）